# Alexander Conrad (General)

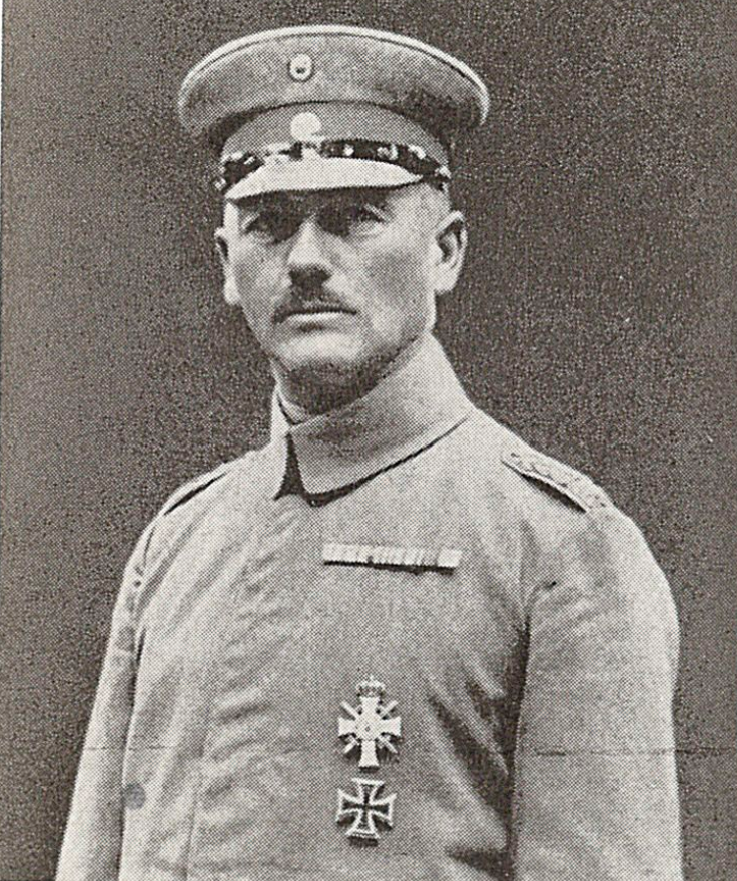
Alexander Conrad

Alexander Carl Theodor Conrad (* 20. Februar 1867 in Stettin; † 11. Mai 1926 in Dresden) war ein sächsischer Generalmajor.

## Leben
Alexander Conrad besuchte ab Ostern 1877 das Vitzthumsche Gymnasium zu Dresden. Nachfolgend schlug er eine militärische Laufbahn ein, wonach er 1885 zum Fähnrich beim Pionier-Bataillon Nr. 12 ernannt wurde. Er avancierte am 9. September 1886 zum Sekondeleutnant in der 1. Kompanie des Bataillons und durchlief in den folgenden Jahren eine typische Militärkarriere, wonach er am 18. September 1893 zum Oberleutnant und am 28. Juni 1899 zum Hauptmann avancierte. Er diente dabei u. a. beim preußischen Eisenbahn-Regiment Nr. 2. Seine Beförderung zum Major erfolgte schließlich am 22. Mai 1909, wonach er als Kompaniechef im 2. Pionier-Bataillon Nr. 22 wirkte.
Im September 1912 wurde er Bataillonskommandeur des 2. Pionier-Bataillons Nr. 22 in Riesa. Nach Ausbruch des Ersten Weltkrieges rückte er als Kommandeur der Pionier 19 des XIX. (II. Königlich Sächsischen) Armee-Korps und dessen Generalkommando an die Front. Als pioniertechnischer Berater des Kommandierenden Generals beim Maas-Übergang von Hastière-Lavaux und beim Zurückgehen über die Marne, bei der Eroberung von Lille und im Stellungskrieg vor der Stadt nahm er großen Anteil. Im Frühjahr 1915 wurde er Kommandeur des Ersatz-Infanterie-Regiments Nr. 40 und konnte sich in dieser Eigenschaft durch persönliche Erkundungen und dem unter seiner Leitung gebauten 4 km langen Stellungsabschnitt deutlich auszeichnen, wodurch er am 24. April 1916 mit dem Ritterkreuz des Militär-St.-Heinrichs-Ordens ausgezeichnet wurde. 1916 wurde er zudem Kommandeur des Infanterie-Regiments 192 und stieg in dieser Position zum Oberst auf. Im September 1917 wurde er Kommandeur der 47. Ersatz-Infanterie-Brigade und im August 1918 General der Pioniere 9. Er beteiligte sich über den gesamten Krieg an den Schlachten bei Frankreich und Flandern, der Maas und bei Verdun, an der Düna, in Estland, sowie in der Champagne.
Nach Kriegsende wurde er Kommandeur der sächsischen Pioniere und schied im Herbst 1919 mit dem Charakter eines Generalmajors aus dem aktiven Heeresdienst aus und wechselte zum Versorgungswesen über, wo er bis 1924, zuletzt als Leiter des Versorgungsamtes Dresden, tätig war.